# Inocencio González
Inocencio González, né le 28 décembre 1929 à Asuncion au Paraguay et mort le 17 mars 2004, était un footballeur international paraguayen qui évoluait au poste d'attaquant.

## Biographie
Avec le Nîmes Olympique, il joue onze matchs en première division française, inscrivant six buts, lors de la saison 1953-1954.

## Palmarès
Paraguay
- Copa América (1) :
  - Vainqueur : 1953.